# Acanella dispar
Acanella dispar is een zachte koraalsoort uit de familie Isididae. De koraalsoort komt uit het geslacht Acanella. Acanella dispar werd in 1990 voor het eerst wetenschappelijk beschreven door Bayer. 